# Jochen Senf
Jochen Senf (* 6. Januar 1942 in Frankfurt am Main; † 18. März 2018 in Berlin) war ein deutscher Schauspieler und Autor.

## Leben
Senf war der Sohn des Hochschullehrers und zeitweiligen saarländischen Finanzministers Paul Senf. Geboren in Frankfurt am Main, zog seine Familie 1952 mit ihm nach Saarbrücken, wo der Vater eine Professur an der Universität des Saarlandes antrat. Sein Abitur absolvierte Jochen Senf auf der Internatsschule Salem. Nach dem Studium der Germanistik und Romanistik besuchte Senf die Schauspielschule in Saarbrücken. Von 1969 bis 1978 war er Hörspieldramaturg beim Saarländischen Rundfunk. Einen Namen in der freien Kulturszene machte er sich unter anderem als Mitbegründer des Kinder- und Jugendtheaters Überzwerg. Das aus Ingrid Braun, Alice Hoffmann, Ingrid Hessedenz, Peter Tiefenbrunner und Jochen Senf bestehende Ensemble bestand zwischen 1978 und 1985. Erste Produktion – aufgeführt am 20. April 1979 im Jugendzentrum Försterstraße in Saarbrücken – war eine Adaption des populären Kinder- und Jugend-Aufklärungsstücks Was heißt hier Liebe? des Berliner Kinder- und Jugendtheaters Rote Grütze.
Von 1988 an spielte Senf den Saarbrücker Tatort-Kommissar Max Palu. Der letzte seiner Saarbrücken-Tatorte wurde am 13. November 2005 im Ersten gezeigt. Alleinstellungsmerkmale der Reihe waren autobiografische Elemente (etwa die Verwendung eines Fahrrads als Fortbewegungsmittel sowie die Vorliebe des Kommissars für gutes Essen) sowie Themen, die Missstände vor einem regionalen Hintergrund aufgriffen wie zum Beispiel Mädchenhandel sowie Prostitution im deutsch-luxemburgischen Grenzgebiet (Salü Palu, 1988), die Situation von Exilanten aus südamerikanischen Militärdiktaturen (Winterschach, 1988), Atomkraft (Kesseltreiben, 1993) oder kriminelle Machenschaften im Profi-Eishockey (Strafstoß, 1999). Mehrmalige bis regelmäßige Auftritte hatten in der Palu-Reihe unter anderem Nina Hoger (als Max Palus Freundin), Tilo Prückner, Tayfun Bademsoy, der aus der Heimat-Filmreihe bekannte Schauspieler Kurt Wagner sowie Alice Hoffmann. Bei acht der insgesamt 18 Palu-Tatorte führte Hans-Christoph Blumenberg Regie. Als Drehbuchautoren fungierten unter anderem Peter Zingler und Felix Huby; bei drei Filmen der Reihe schrieb Jochen Senf selbst das Drehbuch. Zu den offiziellen 18 Filmen der Palu-Reihe kommen zwei weitere Auftritte in Tatort-Filmen: In einem frühen SR-Tatort spielte Jochen Senf eine Nebenrolle (Wer andern eine Grube gräbt …, 1977). In seiner Rolle als Max Palu absolvierte er 1991 einen Gastauftritt im letzten Schimanski-Tatort (Der Fall Schimanski).
Sowohl während als auch nach seiner Zeit als Tatort-Kommissar war er in unterschiedlichen TV- und Film-Produktionen zu sehen – beispielsweise 1988 in einer Nebenrolle als Kleingangster in dem luxemburgischen Neo-Noir-Film Troublemaker von Andy Bausch sowie in der schwarzen Wende-Komödie Struppi und der Wolf (1991). Weitere Nebenrollen spielte er 2009 als Ludwig Erhard in Thomas Schadts Kohl-Biografie Der Mann aus der Pfalz oder 2012 in dem Kai-Wessel-Krimi Mord in Ludwigslust. Als Theaterschauspieler spielte er Rollen auf unterschiedlichen Bühnen – in seinen letzten Jahren in der Komödie am Berliner Kurfürstendamm.
Neben seinen Engagements als Bühnen- und Filmschauspieler schrieb Senf Hörspiele, Drehbücher, Kriminalromane und Kinderbücher. Seine Kriminalromane – beispielsweise Kindswut aus dem Jahr 2010 – hatten oft die Abgründe hinter der Fassade einer bürgerlich-anständigen Existenz zum Thema. Außerdem engagierte Senf sich für Terre des Femmes als Schirmherr einer Kampagne gegen häusliche Gewalt gegenüber Frauen. Er thematisierte dabei auch, dass dieses Phänomen in allen Gesellschaftsgruppen vorkommt und griff dabei auf eigene Erfahrungen zurück. In der autobiografischen Skizze Von Mann zu Mann beschrieb er die gewalttätigen, cholerischen Wutausbrüche seines Vaters Paul Senf (1915–1998) und den Umgang seiner Familie und des Umfelds damit. Der angesehene Ökonom und Universitätsprofessor war 1954/55 sowie 1963–1965 Finanzminister im Saarland.
Seit 1988 lebte Jochen Senf in Berlin. Zeitlich einher ging der Wohnortwechsel mit der Beziehung zu der Künstlerin Margret Lafontaine, mit der er einige Jahre liiert war. Im Mai 2016 wurde Senf nach einem mehrwöchigen Krankenhausaufenthalt in ein Pflegeheim verlegt; es wurde berichtet, sein Gesundheitszustand sei schlecht. In der Nacht zum 18. März 2018 starb er in einem Berliner Pflegeheim.

## Medienresonanz
Die Rolle des Tatort-Kommissars Max Palu brachte für Jochen Senf nicht nur den Durchbruch als bundesweit bekannter Schauspieler. Die Rolle – so das Resümee vieler Medien – sei dermaßen auf ihn zugeschnitten gewesen, dass viele Menschen bei den Stichworten „Saarbrücken“ und „Tatort“ automatisch die Figur des Max Palu assoziierten. An der Rolle, so Barbara Grech im Nachruf bei tagesschau.de, schieden sich bis heute die Geister. Die einen fänden diesen Palu zu klischeehaft und behäbig. Andere weinten den Palu-Tatorten bis heute nach. Die Süddeutsche Zeitung beschrieb bereits zu einem früheren Zeitpunkt Gemeinsamkeiten zwischen Tatort-Rolle und Schauspieler. Ebenso wie Palu sei auch Jochen Senf „auf eine manchmal nicht unbedingt diplomatische Weise ehrlich, dafür zuverlässig, engagiert und kumpelig.“

## Filmografie (Auswahl)
- 1974: Autoverleih Pistulla (Folge: Der ewig blaue Himmel)
- 1977: Tatort: Wer andern eine Grube gräbt … (Fernsehreihe)
- 1988: Troublemaker
- 1988: Tatort: Salü Palu
- 1988: Tatort: Winterschach
- 1989: Tatort: Herzversagen
- 1989: A Wopbopaloobop A Lopbamboom
- 1990: Tatort: Blue Lady
- 1991: Tatort: Der Fall Schimanski
- 1992: Tatort: Camerone
- 1993: Tatort: Kesseltreiben
- 1993: Gute Zeiten, schlechte Zeiten (Fernsehserie)
- 1993: Nicht von schlechten Eltern (Fernsehserie)
- 1994: Blauvogel (Mini-Serie)
- 1995: Tatort: Eine todsichere Falle
- 1996: Tatort: Der Entscheider (auch Drehbuch)
- 1997: SOKO 5113: Blaue Sonne
- 1998: Tatort: Allein in der Falle
- 1999: Tatort: Strafstoß
- 1999: Dr. Stefan Frank – Der Arzt, dem die Frauen vertrauen: Nur das Schicksal kennt den Weg
- 1999: Der Clown (Folge: Das Wunderkind als Dr. Werner Gräfe)
- 2000: Verbotenes Verlangen – Ich liebe meinen Schüler
- 2000: Tatort: Die Möwe
- 2001: Tatort: Du hast keine Chance
- 2001: Tatort: Zielscheibe
- 2002: Tatort: Alibi für Amelie
- 2002: Tatort: Reise ins Nichts
- 2002: Ritas Welt (S4E11: Die Schöffin)
- 2003: Die Eltern der Braut (TV-Film)
- 2003: Tatort: Veras Waffen
- 2004: Tatort: Teufel im Leib (auch Drehbuch)
- 2005: Tatort: Rache-Engel (auch Drehbuch)
- 2006: Das Geheimnis im Moor (TV-Film)
- 2008: Wenn wir uns begegnen (TV-Film)
- 2009: Der Mann aus der Pfalz (TV-Film)
- 2010: In aller Freundschaft (Folge 493: Von Liebe und Leid)
- 2011: SOKO Stuttgart: Lavendeltod
- 2012: Mord in Ludwigslust (TV-Film)
- 2015: Unser letzter Sommer

## Buchveröffentlichungen (Auswahl)
- Bruno geht zu Fuß. Econ, Düsseldorf und Wien 1993, ISBN 3-612-25010-8.
- zusammen mit Peter Tiefenbrunner und Silvia Christoph (Illustrationen): Die Fabrik-Piraten
  - Band 1: Die gefährliche Erbschaft. Baumhaus, Zürich/Frankfurt am Main/Bruck 1997, ISBN 3-909481-10-8.
  - Band 2: Die Tierquälerbande macht Ernst. Baumhaus, Zürich/Frankfurt am Main/Bruck 1997, ISBN 3-909481-11-6.
  - Band 3: Der reiche Onkel aus Amerika. Baumhaus, Zürich/Frankfurt am Main/Bruck 1998, ISBN 3-909481-12-4.
- Bruno weiß zuviel. Econ, Düsseldorf 1997, ISBN 3-612-25164-3.
- Die Baby-Fabrik. Ein Fall für Bruno Paul. Ullstein, Berlin 1999, ISBN 3-548-24629-X.
- zusammen mit Peter Tiefenbrunner:
  - Der Fluch des Skarabäus. Die Abrafaxe in London. Mosaik, Steinchen-für-Steinchen-Verlag, Berlin 1999, ISBN 3-932667-40-9.
  - Die geheimnisvolle Insel. Die Abrafaxe und das Lebenselixier. Mosaik, Steinchen-für-Steinchen-Verlag, Berlin 2000, ISBN 3-932667-41-7.
  - Koggen, Kähne, Kaperfahrer. Die Abrafaxe zur Zeit der Hanse. Mosaik, Steinchen-für-Steinchen-Verlag, Berlin 2000, ISBN 3-932667-42-5.
  - Schwarze Kunst. Die Abrafaxe und die magischen Lettern. Mosaik, Steinchen-für-Steinchen-Verlag, Berlin 2003, ISBN 3-932667-43-3.
- Nichtwisser. Gmeiner, Meßkirch 2007, ISBN 978-3-89977-711-6.
- Knochenspiel. Gmeiner, Meßkirch 2008, ISBN 978-3-89977-763-5.
- Kindswut. Gmeiner, Meßkirch 2010, ISBN 978-3-8392-1047-5.